# FN BRG-15
FN BRG-15 var en prototyp till tung kulspruta som togs fram av Fabrique Nationale med avsikten att ersätta Browning M2 med ett vapen med samma eller bättre pansarbrytande förmåga än 20 mm automatkanoner. Målet var att konstruera en kulspruta som kunde slå ut alla pansarskyttefordon på avstånd upp till 1 000 meter.

## Utveckling
Från början utgick utvecklarna från en patron med 15 mm kaliber som liknade den ryska kalibern 14,5 × 114 mm. De fann dock snart att det inte gick att skjuta normal helmantlad ammunition med den utgångshastighet man ville uppnå; räfflorna i pipan slets ut alltför snabbt. De valde då att designa en helt ny patron med något kortare hylsa och att öka kalibern till 15,5 mm. Kulan försågs med drivbälten av plast, en teknik hämtad från moderna artilleripjäser.
Vapnet var i stort sett färdigt för serietillverkning när projektet lades ner 1990 i brist på potentiella köpare.

## Design
BRG-15 kunde förses med dubbel bandmatning; ett band från vänster och ett band från höger. Skytten skulle därmed kunna byta ammunitionstyp med ett snabbt handgrepp. Tomhylsorna kastas ut rakt nedåt.
Trots att BRG-15 var tänkt att ersätta Browning M2 var den avsevärt större och tyngre. Mått och vikt översteg Browning M2 med ungefär 50 procent. 

## Prestanda
Prototypen till BRG-15 är troligen den kraftigaste kulsprutan som byggts; Mynningsenergin är hela 43,3 kilojoule och den kan slå igenom 19,5 mm pansarstål (360 BH) med en anslagsvinkel på 45° på 800 meter.
Som jämförelse har den ryska tunga kulsprutan KPV en mynningsenergi på 32 kJ och kan slå igenom samma pansarplåt på upp till 250 meter. Browning M2 har en mynningsenergi på 18 kJ och kan över huvud taget inte slå igenom så tjockt pansar.